# پل ترگات
پل ترگات (انگلیسی: Paul Tergat؛ زادهٔ ۱۷ ژوئن ۱۹۶۹) دونده ماراتن، دونده دو استقامت، ورزشکار دو و میدانی، و دیپلمات اهل کنیا است.